# Liste der Einträge im National Register of Historic Places im Panola County (Mississippi)
Diese Liste der Einträge im National Register of Historic Places im Panola County (Mississippi) enthält alle im Panola County, Mississippi in das National Register of Historic Places eingetragenen Gebäude, Bauwerke, Objekte, Stätten oder historischen Distrikte.
Diese Liste entspricht dem Bearbeitungsstand des National Park Service/National Register of Historic Places vom 25. Oktober 2024.

## Legende
| NRHP | Historic Place             |
| HD   | National Historic District |

## Aktuelle Einträge
| [ 2 ] | Name                               | Bild                    | Eintragsdatum                 | Lage | Ort        | Beschreibung |
| ----- | ---------------------------------- | ----------------------- | ----------------------------- | --- | ---------- | ------------ |
| 1     | Ballentine-Bryant House            | Ballentine-Bryant House | 9. Apr. 1984 ID-Nr. 84002287  | 506 Butler St. 34° 25′ 45″ N, 89° 54′ 38″ W                                                                | Sardis     |              |
| 2     | Ballentine-Seay House              |                         | 9. Apr. 1984 ID-Nr. 84002289  | Pocahontas St. 34° 25′ 45″ N, 89° 55′ 1″ W                                                                 | Sardis     |              |
| 3     | Batesville Historic District       |                         | 12. Nov. 2003 ID-Nr. 03000686 | Panola Ave., Boothe, Court, Church, Central, Kyle, Baker und Lester Street 34° 18′ 55,7″ N, 89° 57′ 9,2″ W | Batesville |              |
| 4     | Batesville Mounds                  | weitere Bilder          | 14. Dez. 1988 ID-Nr. 88002702 | Highway 35 North, westlich der Interstate 55 34° 20′ 52,8″ N, 89° 55′ 22,8″ W                              | Batesville |              |
| 5     | Como Commercial Historic District  |                         | 10. Juli 2008 ID-Nr. 08000675 | Elder Frank Ward St., N. Main St. und Church Avenue 34° 30′ 38,8″ N, 89° 56′ 32,7″ W                       | Como       |              |
| 6     | Craig-Seay House                   |                         | 9. Apr. 1984 ID-Nr. 84002292  | Craig St. 34° 30′ 56″ N, 89° 56′ 21″ W                                                                     | Como       |              |
| 7     | Crenshaw House                     |                         | 9. Apr. 1984 ID-Nr. 84002295  | Mississippi Highway 310 34° 30′ 10″ N, 90° 11′ 35,9″ W                                                     | Crenshaw   |              |
| 8     | Fredonia Church                    |                         | 30. März 1978 ID-Nr. 78001626 | Old Union Rd. 34° 30′ 10″ N, 89° 49′ 40″ W                                                                 | Como       |              |
| 9     | Fredrickson No. 2 (22-Pa-821)      |                         | 28. Juli 1988 ID-Nr. 88001139 | Adresse nicht veröffentlicht                                                                               | Batesville |              |
| 10    | Hall-Henderson House               |                         | 9. Apr. 1984 ID-Nr. 84002298  | Sycamore St. 34° 26′ 9″ N, 89° 54′ 54″ W                                                                   | Sardis     |              |
| 11    | Hall-Roberson House                | Hall-Roberson House     | 9. Apr. 1984 ID-Nr. 84002300  | 510 S. Main St. 34° 25′ 33″ N, 89° 54′ 47″ W                                                               | Sardis     |              |
| 12    | Holly Grove Site                   |                         | 21. Okt. 1976 ID-Nr. 76001106 | Adresse nicht veröffentlicht                                                                               | Sledge     |              |
| 13    | Holy Innocents' Episcopal Church   |                         | 5. Nov. 1987 ID-Nr. 87001936  | Main und Craig Street 34° 30′ 51″ N, 89° 56′ 31″ W                                                         | Como       |              |
| 14    | Hufft House                        | Hufft House             | 9. Apr. 1984 ID-Nr. 84002302  | 117 Pocahontas St. 34° 26′ 15″ N, 89° 55′ 10″ W                                                            | Sardis     |              |
| 15    | Hunt Mound (22Pa980)               |                         | 14. Dez. 1988 ID-Nr. 88002701 | Adresse nicht veröffentlicht                                                                               | Pope       |              |
| 16    | Johnson-Tate Cottage               |                         | 9. Apr. 1984 ID-Nr. 84002305  | Stonewall St. 34° 26′ 20″ N, 89° 54′ 55″ W                                                                 | Sardis     |              |
| 17    | John Curtis Kyle House             | John Curtis Kyle House  | 9. Apr. 1984 ID-Nr. 84002309  | 109 McLaurin St. 34° 26′ 0″ N, 89° 54′ 51,8″ W                                                             | Sardis     |              |
| 18    | Judge John William Kyle Law Office |                         | 24. Juli 1980 ID-Nr. 80002299 | 147 S. Main St. 34° 26′ 11″ N, 89° 54′ 51,8″ W                                                             | Sardis     |              |
| 19    | Lee House                          | Lee House               | 9. Apr. 1984 ID-Nr. 84002312  | 201 Booth St. 34° 18′ 46″ N, 89° 57′ 27″ W                                                                 | Batesville |              |
| 20    | Popular Price Store                |                         | 9. Apr. 1984 ID-Nr. 84002316  | Railroad St. 34° 30′ 44″ N, 89° 56′ 29″ W                                                                  | Como       |              |
| 21    | Short's Hill                       | Short's Hill            | 16. Okt. 1980 ID-Nr. 80002300 | 203 Childress St. 34° 26′ 14″ N, 89° 55′ 22″ W                                                             | Sardis     |              |
| 22    | Tait-Taylor House                  |                         | 9. Apr. 1984 ID-Nr. 84002319  | Oak Ave. 34° 30′ 35″ N, 89° 56′ 20″ W                                                                      | Como       |              |
| 23    | Taylor-Falls House                 | Taylor-Falls House      | 9. Apr. 1984 ID-Nr. 84002321  | Pointer Ave. 34° 30′ 50″ N, 89° 56′ 14″ W                                                                  | Como       |              |
| 24    | Taylor-Mansker House               |                         | 9. Apr. 1984 ID-Nr. 84002327  | Railroad St. 34° 30′ 54″ N, 89° 56′ 22″ W                                                                  | Como       |              |
| 25    | Taylor-Wall-Yancy House            | Taylor-Wall-Yancy House | 9. Apr. 1984 ID-Nr. 84002334  | 114 Sycamore St. 34° 25′ 52″ N, 89° 54′ 51″ W                                                              | Sardis     |              |
| 26    | Walton-Howry House                 | Walton-Howry House      | 9. Apr. 1984 ID-Nr. 84002339  | 308 S. Main St. 34° 25′ 56″ N, 89° 54′ 57″ W                                                               | Sardis     |              |
| 27    | Wardlaw-Swango House               |                         | 9. Apr. 1984 ID-Nr. 84002341  | Railroad St. 34° 30′ 49″ N, 89° 56′ 26″ W                                                                  | Como       |              |
| 28    | The Well                           |                         | 17. Dez. 1982 ID-Nr. 82000579 | Sardis–Union Rd. 34° 27′ 31,8″ N, 89° 51′ 22,9″ W                                                          | Sardis     |              |